# Rebecca (comédie musicale)
Rebecca est une comédie musicale autrichienne de 2006. C’est une adaptation fidèle du roman éponyme signé Daphné du Maurier. 
Elle a été écrite par Michael Kunze (livret et paroles) et Sylvester Levay (musique), les auteurs des comédies musicales à succès Elisabeth, Mozart ! et Marie-Antoinette. 
La première de la comédie musicale a eu lieu le 28 septembre 2006 au Raimund Theater de Vienne, où elle a été jouée sans interruption durant trois ans. Des productions ultérieures ont été montées un peu partout dans le monde, notamment en Pologne, Corée du Sud, Hongrie ou Serbie.

## Synopsis

### Acte 1
Une jeune femme, « Je », marche rêveusement au milieu des ombres ; en arrière-plan, la résidence de Manderley apparaît, détruite par les flammes.
« Je » nous entraîne dans son passé : nous voici dans un hôtel de Monte-Carlo, en avril 1926. L'héroïne est alors au service d'une riche américaine, Mrs Van Hopper. 
Maxim de Winter, un aristocrate veuf, fait son apparition sous les commérages des clients. Très vite, « Je » et Maxim se rapprochent. La demoiselle de compagnie est fascinée par cet homme, distingué et charmant. Dans le paysage spectaculaire qu'offre Monte-Carlo, le couple échange un baiser.
De retour à l'hôtel, « Je » apprend son départ imminent pour New York. Elle repense aux moments partagés avec Maxim.
Incapables de renoncer à leur amour naissant, Maxim et « Je » scellent leur union par un mariage. Le  couple part en lune de miel en Italie ; puis se rend en Cornouailles où la famille de Winter possède un majestueux domaine, Manderley.
Les serviteurs sur place débattent de la nouvelle Mrs de Winter et s'interrogent à son sujet. La plus hostile vis à vis de « Je » est sans nul doute la gouvernante, Mrs Danvers. Femme froide et aigrie, Mrs Danvers supervise les domestiques d'une main de fer. Elle fait rapidement vivre un enfer à la nouvelle venue.
Se croyant seule, la gouvernante se lamente longuement sur la première épouse de Maxim, Rebecca. « Je » entre et casse accidentellement une statue de Cupidon. Elle est effrayée à l'idée d'avouer sa bêtise à Maxim. Mrs Danvers insinue sournoisement qu'elle ne sera qu'une remplaçante, qu'elle sera toujours indigne de la belle, élégante et mystérieuse Rebecca. 
La sœur de Maxim, Beatrice, et son mari Giles, arrivent à Manderley pour rencontrer « Je ». Tous trois s'entendent à merveille, offrant un peu de répit à la nouvelle maîtresse des lieux. Dans la bibliothèque, « Je », légèrement éméchée, voit Mrs Danvers entrer et rapporter à Maxim que la statue de Cupidon a été brisée. « Je » confesse sa maladresse, provoquant une dispute entre elle et Maxim. 
La nuit, « Je » et Maxim cherchent du réconfort l'un après de l'autre. Le couple se réconcilie.
Rentrée chez elle, Béatrice réfléchit à son affection pour son frère : elle voit à quel point il a changé en l'espace d'un an et combien la présence de sa nouvelle épouse lui est bénéfique.
Dans la chambre de Rebecca, le cousin de cette dernière, Jack Favell, met à rude épreuve la patience de Mrs Danvers. Favell et Danvers se querellent sur les biens de Rebecca - le premier argue qu'il était son cousin favori, la seconde qu'elle aimait Rebecca. « Je » débarque sur cette altercation et rencontre Favell. Le cousin de Rebecca demande à la maîtresse des lieux de taire sa présence à Manderley. 
« Je » et Mrs Danvers discutent du bal masqué qui doit avoir lieu prochainement. La gouvernante suggère que « Je » porte une robe reproduisant le portrait d'une ancêtre de Maxim. À l'insu de « Je », cette toilette fait partie du plan de Mrs Danvers pour l'humilier. Elle décrit alors, avec adoration, qui était Rebecca. « Je » apprend que Rebecca s'est noyée lors d'une excursion avec le voilier de Maxim, un an plus tôt.
De son côté, Maxim évoque sa nouvelle épouse en présence des membres d'élite de son club de golf.
Plus tard, à proximité du hangar à bateaux, « Je » rencontre Ben. L'homme, déficient mental, louange la jeune femme : il lui dit qu'elle est meilleure que Rebecca, en tout point. Maxim arrive à ce moment et découvre « Je » près du hangar. Bouleversé, il entre dans une colère noire. Son épouse comprend qu'il porte toujours en lui le traumatisme de sombres souvenirs...
L'ami des de Winter, Frank Crawley, patiente dans le bureau de Maxim. « Je » l'y retrouve, s'entretient avec lui du bal et de Rebecca. Crawley la rassure : elle n'a pas besoin d'être comme Rebecca pour gagner l'amour de Maxim et être respectée par la société.
Le bal a enfin lieu, la valse est mise à l'honneur. Mrs Van Hopper compte parmi les invités. Dans sa chambre, « Je » s'apprête avec la robe que Mrs Danvers lui a suggéré de porter. Elle espère impressionner les invités et Maxim. Fin prête, elle rejoint les festivités et entreprend de descendre l'escalier central. Les invités se figent d'horreur. La robe que « Je » porte est la même que celle arborée par Rebecca au bal de l'année passée... Maxim éclate de fureur et « Je » se réfugie à l'étage en pleurant, sous le regard malveillant de Mrs Danvers.

### Acte 2
La nuit, « Je » se tient devant la chambre de Rebecca, décidée à résoudre ses mystères. Elle espère encore régler l'incident du bal. Mais Mrs Danvers se trouve déjà à l'intérieur de la pièce et commence à la harceler. Quand la gouvernante la menace, « Je » s'enfuit. 
Sur la grève, les Cornouaillais découvrent les débris d'une épave. Il s'agit du voilier de Maxim. Le cadavre de Rebecca est retrouvé à l'intérieur de la cabine. « Je » court vers le hangar à bateaux. Elle y découvre Ben et Maxim, venus prêter main-forte aux marins.
Maxim s'entretient avec son épouse. Harassé, il lui confie la vérité. Rebecca était une personne manipulatrice, cruelle et fourbe. Ses sentiments envers elle ont toujours été biaisé et il ne l'a jamais vraiment aimée. Après avoir confronté Rebecca sur ses multiples aventures extraconjugales, une altercation a éclaté. Maxim a accidentellement poussé Rebecca, entraînant une commotion cérébrale et sa mort. Paniqué, il a caché la dépouille sur son navire, avant de le saboter. Maxim est le premier suspect dans l'affaire. Une enquête est en cours.
Le lendemain matin, à Manderley, « Je » réconforte Béatrice, éprouvée par l'audience à venir. Cette dernière complimente sa belle-sœur sur son sang-froid et son courage. 
Plus déterminée que jamais, lassée par le traitement qu'on lui inflige, « Je » joue cartes sur table avec Mrs Danvers. Elle exige des changements. La nouvelle maîtresse des lieux assume enfin son statut. Elle s'impose comme tel en jetant les effets personnels de Rebecca. Dans l'entreprise, elle casse à nouveau la statue de Cupidon. A sa surprise, elle ne ressent plus aucune angoisse. 
L'audience a lieu, Maxim et Horridge, le médecin légiste, s'affrontent. La situation semble tourner au désavantage de Lord de Winter. Terrifiée pour son mari, « Je » s'évanouit. Tout le monde s'en retourne à Manderley.
Danvers et Favell se rendent à la bibliothèque. La gouvernante abandonne Favell dans les rayonnages. Frank et « Je » essaient en vain de le faire partir. 
Favell essaie de faire chanter Maxim avec une lettre de Rebecca. Il l'accuse d'avoir assassinée sa cousine mais manque de preuves suffisantes. Il mande alors Mrs Danvers et lui ordonne d'amener le journal de la défunte. Il est révélé que Rebecca s'est rendue auprès d'un certain Dr Baker le jour de sa mort. Favell suppose qu'elle était enceinte et que son mari l'a tuée par jalousie, sachant que l'enfant ne pouvait être le sien.
Pour soutenir son époux, « Je » prend l'initiative d'aller voir le Dr Baker à Londres. Elle veut savoir pourquoi Rebecca lui a rendu visite, tandis que Maxim reçoit l'ordre de rester à Manderley jusqu'à ce que l'affaire soit tirée au clair. Les domestiques et Mrs Danvers commentent la situation. 
Maxim reçoit un appel de « Je ». Le Dr Baker a été très clair : Rebecca souffrait d'un cancer et était en phase terminale. Refusant une longue agonie, elle a probablement prémédité son propre assassinat. Elle a poussé Maxim à la violenter et achever ses souffrances. Mrs Danvers surprend la conversation et apprend la vérité.
Après cette nouvelle, Lord de Winter s'autorise enfin à envisager un nouveau départ. Libéré de Rebecca, il peut se vouer à sa nouvelle épouse et un futur commun. Maxim va chercher sa femme à la gare où ils s'embrassent passionnément. 
Alors qu'ils sont sur le chemin du retour, ils distinguent une lueur rouge au loin et comprennent qu'un incendie ravage Manderley. Le couple se précipite au domaine. Les domestiques accourent avec des seaux d'eau. 
Alors que les flammes consument la propriété, Mrs Danvers, recluse à l'intérieur de la maison, se tient au sommet de l'escalier. Elle arbore la chemise de nuit de Rebecca et porte un candélabre à la main.
Maxim et « Je » arrivent, Frank va à leur rencontre. Il est trop tard : la gouvernante incline le chandelier vers l'escalier et achève de propager le feu. La maison s'effondre, la submergeant dans ses décombres.
« Je » marche rêveusement dans les ténèbres. Laissant les ruines de Manderley derrière elle, la jeune femme court rejoindre son mari. Sous un ciel bleu éclatant, Maxim tend la main à son épouse. Le second acte s'achève sur leur baiser.

## Chansons

### Acte 1
1. Ich hab geträumt von Manderley («Je», les Ombres)
2. Du wirst niemals eine Lady (Mrs. van Hopper, «Je»)
3. Er verlor unerwartet seine Frau (Ensemble)
4. Am Abgrund («Je», Maxim)
5. Zauberhaft natürlich (Maxim)
6. Zeit in einer Flasche («Je»)
7. Zauberhaft natürlich (Maxim)
8. Die neue Mrs. de Winter (Ensemble, Mrs. Danvers, Frank Crawley)
9. Sie ergibt sich nicht (Mrs. Danvers)
10. Die lieben Verwandten (Beatrice, «Je», Giles)
11. Bist Du glücklich?/Bist Du böse? («Je», Maxim)
12. Hilf mir durch die Nacht («Je», Maxim)
13. Was ist nur los mit ihm? (Beatrice)
14. Sie war gewohnt, geliebt zu werden (Mrs. Danvers, Favell)
15. Unser Geheimnis (Mrs. Danvers, «Je»)
16. Rebecca (Mrs. Danvers, Ensemble)
17. Wir sind britisch (Ensemble)
18. Merkwürdig (Ensemble)
19. Sie’s fort (Ben)
20. Gott, warum? (Maxim)
21. Ehrlichkeit und Vertrauen (Frank Crawley)
22. Ball von Manderley (Ensemble)
23. I'm an American Woman (Mrs. van Hopper)
24. Heut Nacht verzaubere ich die Welt («Je»)
25. Finale Erster Akt (Mrs.Danvers & Ensemble)

### Acte 2
1. Entr’acte (Instrumental)
2. Was ich auch tu, ist falsch (Und das und das und das) («Je»)
3. Rebecca – Reprise (Mrs. Danvers, «Je», les Ombres)
4. Nur ein Schritt (Mrs. Danvers)
5. Strandgut (Ensemble, «Je», Crawley, Favell)
6. Sie’s fort – Reprise (Ben)
7. Du liebst sie zu sehr («Je»)
8. Kein Lächeln war je so kalt (Maxim)
9. Die Stärke einer Frau (Beatrice, «Je»)
10. Die Neue Mrs. de Winter-Reprise (Ensemble)
11. Mrs. de Winter bin Ich! («Je», Mrs. Danvers)
12. Die Voruntersuchung (Ensemble)
13. Die Verabredung (Favell, Mrs. Danvers)
14. Eine Hand wäscht die andre Hand (Favell)
15. Sie’s fort – Reprise II (Ben)
16. Sie fuhr’n um Acht (Ensemble)
17. Keiner hat Sie durchschaut (Maxim)
18. Ich hör dich singen - Rebecca (Mrs. Danvers, l’Ombre)
19. Jenseits der Nacht («Je», Maxim)
20. Manderley in Flammen (Ensemble, Frank Crawley, Maxim)
21. Ich hab geträumt von Manderley – reprise («Je», les Ombres)
22. Schlussmusik (Instrumental)

## Personnages évoqués
- « Je » : héroïne de la comédie musicale, réservée et douce, dame de compagnie de Mme Van Hopper. Nouvelle épouse de Maxim de Winter.
- Maximilian (Maxim) de Winter : charismatique noble, veuf depuis peu. Il s’éprend de « Je » et l’épouse.
- Mrs. Danvers : gouvernante de Manderley, entièrement dévouée à Rebecca, l’ancienne Madame de Winter.
- Jack Favell : cousin de Rebecca, avec laquelle il avait noué une relation trouble.
- Frank Crawley : agent immobilier, conseiller et fidèle confident de Maxim. Il devient vite un soutien précieux pour « Je ».
- Mrs. Van Hopper : riche américaine acariâtre, ex-patronne de « Je ».
- Béatrice Lacy (anciennement de Winter) : la sœur volontaire et vive de Maxim, qui se prend de sympathie immédiate pour « Je ».
- Ben : homme déficient mental, au mauvais endroit et au mauvais moment.
- Giles Lacy : mari de Béatrice.
- Frith : majordome de Manderley.
- Robert : domestique à Manderley.
- Clarice : femme de ménage à Manderley.
- Horridge : le médecin légiste.
- Les Ombres / Rebecca ?

## Production

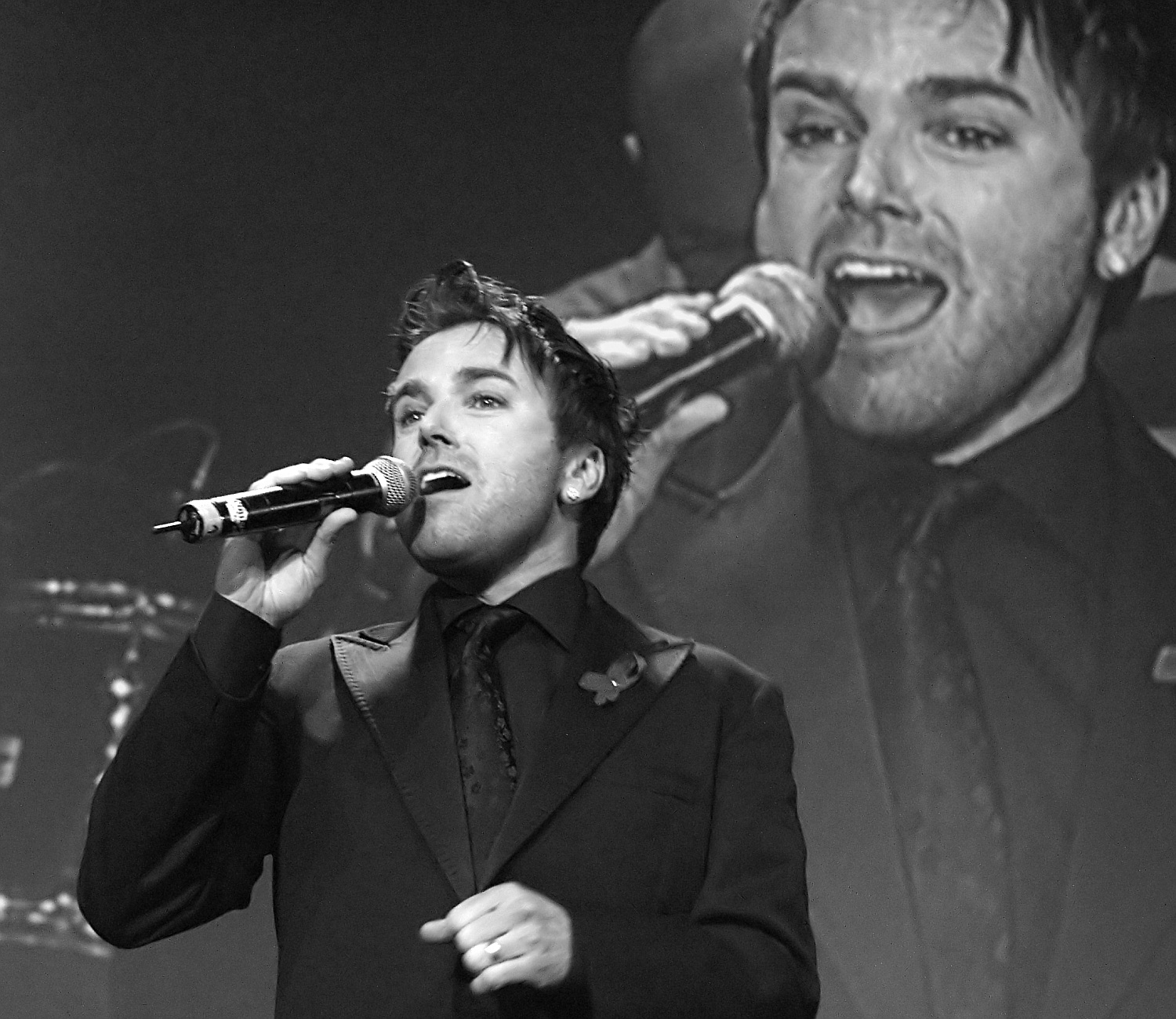
Uwe Kröger, premier interprète de Maxim de Winter, en 2006.

Rebecca est l'un des ouvrages préférés de Michael Kunze : le parolier l'a découvert durant sa jeunesse et son intérêt pour le classique de Daphné du Maurier ne s'est jamais démenti par la suite. Après avoir rencontré plusieurs succès (Tanz der vampire, Mozart! et Elisabeth), Kunze songe sérieusement à adapter le roman en comédie musicale. Pour autant, les droits ne lui sont pas cédés facilement : plusieurs noms sont en compétition pour transposer Rebecca sur scène. C'est après avoir découvert Elisabeth que Christian Browning, le fils de la romancière, décide de donner sa préférence à Kunze et son compositeur attitré Sylvester Levay. Il faudra deux ans à l'auteur pour écrire les paroles pendant que Levay élabore la musique.
Enfin, le 19 avril 2006, une première conférence de presse a lieu. Trois chansons phares du spectacle (dont le morceau titre Rebecca) sont dévoilées, de même que la distribution. Le rôle de Maxim est dévolu à un habitué des productions Kunze/Levay : il s'agit d'Uwe Kröger, révélé par le rôle de la Mort dans Elisabeth. Cinq mois plus tard, la comédie musicale fait ses débuts sur les planches du Raimund Theater.

## Réception
Dès ses débuts, Rebecca connaît un succès retentissant : elle comptabilise actuellement deux millions de spectateurs, a été jouée dans douze pays et traduite dans une dizaine de langues.

## Distributions en langue allemande
| Personnage      | Vienne (2006)       | Saint-Gall (2011) | Stuttgart (2011)  | Tecklenburg (2017) | Vienne (2022)                                      | Magdebourg (2022)    |
| --------------- | ------------------- | ----------------- | ----------------- | ------------------ | -------------------------------------------------- | -------------------- |
| « Je »          | Wietske de Tongres  | Lisa Antonio      | Lucy Scherer      | Milica Jovanovic   | Lattes Nienke                                      | Sybille Lambrich     |
| Maxim de Winter | Uwe Kröger          | Thomas Borcher    | Thomas Borcher    | Jan Amman          | Marc Seibert                                       | Patrick Stanké       |
| Mrs. Danvers    | Susan Rigvava-Dumas | Maya Hakvoort     | Pia Douwes        | Pia Douwes         | Willemijn Verkaik En alternance: Annemieke van Dam | Kerstin Ibald        |
| Mrs. Van Hopper | Carin Filipcic      | Isabelle Doerfler | Isabelle Doerfler | Anne Welt          | Ana Milva Gomes                                    | Aman Robinson        |
| Béatrice Lacy   | Kerstin Ibald       | Kerstin Ibald     | Kerstin Ibald     | Roberta Valentini  | Annemieke van Dam                                  | Jeannette Neumeister |
| Frank Crawley   | André Bauer         | André Bauer       | Jorg Neubauer     | Thomas Höhler      | James Park                                         | Marc Clair           |
| Ben             | Norberto Bertassi   | Olivier Heim      | Danielle Nonnis   | Christian Schöne   | Aris SAS                                           | Christian Miebach    |
| Jack Favell     | Carsten Lepper      | Andrew Wolfram    | Hannes Staffler   | Robert Meyer       | Boris Pfeifer                                      | Robert-David Marx    |

## Distributions internationales
| Personnage      | Tokyo (2008)       | Budapest (2010)                                                                    | Belgrade (2013)    | Séoul (2013)                            | Ostrava (2017)     | Belgique - Festival Bruxellons ! (2025) |
| --------------- | ------------------ | ---------------------------------------------------------------------------------- | ------------------ | --------------------------------------- | ------------------ | --------------------------------------- |
| « Je »          | Chihiro Otsuka     | Dóra Szinetár En alternance : Zsuzsi Vágó, Bernadett Vágó, Annamari Dancs          | Branislava Podruma | Kim Bo-Kyung, Lim Hye-Young             | Martina Šnytová    | Laura Tardino                           |
| Maxim de Winter | Yūichirō Yamaguchi | Zoltán Bereczki En alternance : Szilveszter P. Szabó, Homonnay Zsolt               | Ivan Bosiljčić     | Ryu Jung-Han, Yoo Jun-Sang              | Tomáš Novotný      | Jeremy Petit                            |
| Mrs. Danvers    | Sylvia Grab        | Veronika Nádasi En alternance : Kata Janza, Lilla Polyák                           | Katarina Gojković  | Ock Joo-Hyun, Shin Young-Sook           | Katarína Hasprová  | Liesbeth Roose                          |
| Mrs. Van Hopper | Kotobuki Hizuru    | Andrea Szulák En alternance : Anna Peller, Anikó Felföldi, Erika Náray             | Nataša Marković    | Lee Kyung-Mi, Choi Ma-Rae, Lee Kyung-Mi | Lenka Bartolšicová | Marie-Aline Thomassin                   |
| Béatrice Lacy   | Hiromi Ito         | Veronika Nádasi En alternance : Nikolett Füredi                                    | Dušica Novaković   | Lee Jung-Hwa                            | Eva Jedličková     | Raphaëlle Arnaud                        |
| Frank Crawley   | Zen Ishikawa       | Tamás Földes En alternance : Attila Pálfalvy                                       | Zafir Hadžimanov   | Park Won                                | Ján Slezák         | Damien Locqueneux                       |
| Ben             | Atsushi Haruta     | Dávid Pirgel En alternance : Péter Dávid Cseh, László Sánta, László István Czikora | Žarko Stepanov     | Byun Hyung-Beom, Kim Ji-Wook            | Libor Olma         | Mathias Fleurackers                     |
| Jack Favell     | Keigo Yoshino      | Árpád-Zsolt Mészáros En alternance : Ádám Bálint                                   | Dejan Lutkić       | Choi Min-Chul, Enoch                    | Tomáš Savka        | Nathan Desnyder                         |